# Caper in the Castro
Caper in the Castro est un jeu vidéo de mystère et de meurtre développé par CM Ralph et sorti en 1989. C'est le premier jeu informatique connu qui se concentre sur les thèmes LGBT,,,. Le jeu est initialement publié pour les ordinateurs Mac et distribué gratuitement sur des bulletin board systems en tant que logiciel caritatif afin de collecter des fonds pour l'épidémie de sida.

## But du jeu
Caper in the Castro est un jeu de point and click qui se joue seul. Le joueur prend le rôle de Tracker McDyke, une détective privée lesbienne, qui doit retrouver Tessy LaFemme, son amie drag queen qui a été kidnappée. Pour ce faire, le joueur examine divers endroits de la rue Castro pour chercher des indices sur la disparition de LaFemme,. La rue du jeu est basée sur le quartier historiquement gay de San Francisco, le Castro,.

## Histoire et Développement
Caper in the Castro est développé avec l'environnement de développement HyperCard et le fichier de description original du jeu indique qu'il a été créé en 6 mois. CM Ralph déclare avoir travaillé dessus sur son temps libre, en parallèle de son travail à temps plein dans la Silicon Valley. Dans des interviews, CM Ralph mentionne avoir créé le jeu afin de pouvoir apporter quelque chose à la communauté LGBT qui lui a offert une liberté qui lui était inconnue avant son déménagement du sud de la Californie pour la Baie de San Francisco.
CM Ralph conçoit aussi le jeu comme un logiciel caritatif et demande aux gens de faire un don à une association de leur choix contre le sida au lieu de payer pour le jeu. Cela en fait le seul jeu des années 1980 et 1990 à faire directement référence au VIH/SIDA. Le jeu est distribué librement sur des bulletin board system (BBS), qui permettent de partager des programmes et des informations entre ordinateurs à l'aide de lignes téléphoniques. Ces systèmes permettent à diverses communautés de se mettre facilement en réseau. Le jeu a été spécifiquement partagé sur le BSS LGBT,.
En 1989, CM Ralph sort une version alternative du jeu appelée Murder on Mainstreet pour la version commerciale. Dans cette version les noms des personnages principaux et d'autres détails sont modifiés, ce qui permet de gommer les thèmes LGBT, afin de pouvoir être vendu à un éditeur qui aurait pu refuser un jeu aux thématiques queer,. Heizer Software vend cette version du jeu dans des catalogues de vente par correspondance.
De 2014 à 2017, le jeu est considéré comme étant perdu, car il ne reste plus de copies de disquettes connues. Le jeu étant distribué via BBS, il est peu probable que des copies aient survécu. Cependant, en 2017, CM Ralph trouve des disquettes originales de Caper in the Castro et Murder on Mainstreet pendant son déménagement. Adrienne Shaw, la directrice des archives du jeu vidéo LGBTQ, contacte alors le Strong National Museum of Play pour trouver un moyen d'accéder aux données sur les disquettes. Andrew Borman, le conservateur des jeux numériques chez The Strong, réussit à proposer une solution pour accéder au jeu. En 2017, des versions jouables de Caper in the Castro et Murder on Mainstreet sont hébergées en ligne via Internet Archive,. En 2019, le jeu est exposé au Schwules Museum de Berlin, lors de la Rainbow Arcade, la première exposition sur l'histoire des jeux vidéo LGBTQ.